# Pro Recco Rugby
La Pro Recco Rugby è una società sportiva dilettantistica italiana di rugby a 15 con sede a Recco, nella città metropolitana di Genova.
Fondato nel 1968, dalla stagione sportiva 2003-04 alla stagione 2022-23 militò stabilmente nel campionato di serie A, la seconda divisione nazionale. Il 25 maggio 2025 la Pro Recco retrocede clamorosamente in Serie C (stagione 2025-26) dopo trent'anni esatti a seguito della sconfitta contro la cadetta dell'Union Rugby Firenze ai playout (23-27 per i toscani all'Androne e 22-18, sempre per i gigliati, nel capoluogo toscano) dopo che si è classificata al penultimo posto nella regular season.

## Storia
Fonte: sito ufficiale
Nell'estate del 1968, pochi anni prima che Genova attraversi il suo momento di maggior splendore rugbistico con il CUS di Marco Bollesan, il rugby si affacciò sul comune di Recco. La Società nacque dall'azione del professore Carlo Giomi che, forte dell'esperienza della squadra studentesca dell'Istituto Ugolino Vivaldi di Genova, trovò a Recco l'appoggio dell'allora sindaco Antonio Ferro, appassionato di pallanuoto e di sport in generale. Ferro mise a disposizione del neonato collettivo il campo appena edificato di via dei Fieschi; dopo un paio d'anni passati ad allenarsi nell'impianto genovese di San Gottardo, a partire dall'autunno 1970 questa diverrà a tutti gli effetti la casa della Pro Recco.
Ancora una realtà pionieristica, negli anni settanta la Pro Recco disputò tutte le stagioni al campionato nazionale di serie C. Tra i protagonisti vi è anche Carlo Androne al quale, dopo la prematura scomparsa, venne intitolato il campo di via dei Fieschi, sul quale il club disputò quasi tutte le gare interne della sua storia. La famiglia degli Androne è una delle più rappresentative: oltre a Carlo, anche i fratelli Mario ed Eugenio vestirono la maglia biancoceleste, mentre il padre Luciano fu uno storico dirigente societario.
Nella seconda metà degli anni ottanta, il presidente Maurizio Tossini si pose l'obiettivo di rimanere in serie C1, soffrendo la superiorità del CUS Genova militante tra serie A e B. Nel 1990 la prima squadra venne retrocessa in serie C2, tornando in C1 l'anno successivo rinforzata con importanti innesti provenienti da Sestri Levante. Nel 1993 la tragica morte di Ermanno Bertamino, al quale è attualmente dedicato un importante torneo giovanile con cadenza annuale, segnò in maniera indelebile un gruppo unito guidato in panchina da Pompeo De Bernardi, che fu la base della promozione in serie B nel 1995.
Dopo otto anni in serie B, nella stagione 2002-03 la Pro Recco, battendo all'Androne gli storici rivali del CUS Genova, guadagnò sul campo la promozione in serie A. Sono gli anni di Manuel Ferrari, Regan Sue, giocatore-allenatore della promozione, e della crescita del movimento rugbistico rivierasco.
Dalla stagione 2006-07 la guida tecnica passò all'argentino Alejandro Eschoyez, ex giocatore del club, mentre la presidenza venne affidata ad Antonio Venturelli.
La realizzazione del manto sintetico e le migliorie alle strutture del Carlo Androne, datate estate 2008, si inserirono in un quadro di costante crescita societaria e sportiva. Dopo sette anni di permanenza in serie A e A2, al termine della stagione 2009-10 la Pro Recco fu promossa in serie A1. 
Il 12 febbraio 2012, al campo Carlo Androne venne disputato il primo incontro di rilievo internazionale: Italia-Inghilterra, 2ª giornata del Sei Nazioni femminile, terminata 3-43 per la nazionale inglese.
Nella stagione di serie A 2012-13 la squadra si piazzò al 1º posto, approdando in semifinale play-off contro il Valpolicella, con il francese Bastien Agniel miglior marcatore del campionato con 196 punti all'attivo. Superato il Valpolicella nel doppio confronto di semifinale, gli Squali abdicarono alla Capitolina nella finale promozione col punteggio di 16-29.
Nel campionato successivo, la formazione guidata dal nuovo tecnico Lisandro Villagra, si riconfermò conquistando per il secondo anno consecutivo l'accesso ai play-off. Nelle semifinali i Biancocelesti vennero nuovamente superati dai Lyons, ma il Carlo Androne si riconfermò ostico per gli avversari: il saldo di risultati utili casalinghi consecutivi salì a 23.
Nella stagione di 2014-15 il club raggiunse nuovamente la finale promozione: dopo aver dominato la pool promozione 1 e battuto nelle semifinali il CUS Verona coi punteggi di 32-22 e 33-31, venne sconfitto allo Zaffanella di Viadana dai Lyons per di 19-26, mancando la promozione in Eccellenza, la massima divisione del campionato italiano. Ancora Viadana e un'altra finale persa, contro Reggio Emilia, al termine del campionato 2015-16, raggiunta inaspettatamente con una squadra giovane cresciuta ed esplosa durante il corso della stagione regolare.

## Cronistoria
| Cronistoria del Pro Recco Rugby |
| --- |
| - 1968 · Fondazione del Pro Recco Rugby - 1968-69 · Serie C - 1969-70 · Serie C - 1970-71 · Serie C - 1971-72 · Serie C - 1972-73 · Serie C - 1973-74 · Serie C - 1974-75 · Serie C - 1975-76 · Serie C - 1976-77 · Serie C - 1977-78 · Serie C - 1978-79 · Serie C - 1979-80 · Serie C - 1980-81 · Serie C1 - 1981-82 · Serie C1 - 1982-83 · Serie C1 - 1983-84 · Serie C1 - 1984-85 · Serie C1 - 1985-86 · Serie C1 - 1986-87 · Serie C1 - 1987-88 · Serie C1 - 1988-89 · Serie C1 - 1989-90 · Serie C1 retrocessione in serie C2 - 1990-91 · Serie C2 promozione in serie C1 - 1991-92 · Serie C1 - 1992-93 · Serie C1 - 1993-94 · Serie C1 - 1994-95 · Serie C1 promozione in serie B - 1995-96 · Serie B - 1996-97 · Serie B - 1997-98 · Serie B - 1998-99 · Serie B - 1999-2000 · Serie B - 2000-01 · Serie B - 2001-02 · Serie B - 2002-03 · 1º girone A serie B; semifinale play-off promozione in serie A - 2003-04 · 6º girone A serie A - 2004-05 · 4º girone B serie A - 2005-06 · 7º girone A serie A - 2006-07 · 8º girone A serie A - 2007-08 · 7ª serie A2 - 2008-09 · 5ª serie A2 - 2009-10 · 5ª serie A2 promozione in serie A1 - 2010-11 · 7ª serie A1 - 2011-12 · 6ª serie A1 - 2012-13 · 1ª serie A1; finale promozione - 2013-14 · 2ª serie A1; semifinali play-off - 2014-15 · 3º girone 1 serie A; 1ª pool promozione 1; finale promozione - 2015-16 · 3º girone 1 serie A; 1ª pool promozione 1; finale promozione - 2016-17 · 3º girone 1 serie A; 4ª pool promozione 1 - 2017-18 · 4º girone 1 serie A; 1ª pool seconda fase 1 - 2018-19 · 4º girone 1 serie A - 2019-20 · Campionato serie A sospeso - 2020-21 · Campionato serie A non disputato - 2022-23 · Serie A retrocessione in serie B - 2024-25 · Serie B retrocessione in serie C (sconfitta ai playout contro la cadetta dell'Unione Rugby Firenze) |

## Colori e simboli
I colori sociali del club sono il bianco ed il celeste, storicamente disposti a fasce orizzontali alterne sulle prime uniformi da gara.
I giocatori della prima squadra e delle altre formazioni del club vengono soprannominati gli Squali della Riviera di Levante o, più semplicemente, gli Squali; il soprannome deriva dal simbolo presente sul logo societario adottato dal 2004 in sostituzione di quello storico e raffigurante uno squalo.

## Bacino di riferimento
Il bacino di riferimento è prevalentemente genovese, con molti giocatori provenienti dalla provincia di Genova e da quelle limitrofe di Savona e La Spezia, ma anche da altre regioni come il Piemonte.

## Giocatori di rilievo
Di seguito elencati i giocatori di maggiore rilievo internazionale che hanno militato nella Società recchese:
- Cristián Becerra
- Franco Lamanna
- Eden Syme
- Lisandro Villagra